# صاریغ کوتوله تاسمانی
صاریغ کوتوله تاسمانی (نام علمی: Cercartetus lepidus) نام یک گونه از سرده خوابالوصاریغ‌ها است.